# 류큐 침공
류큐 침공(琉球侵攻; 일본어: 琉球侵攻 りゅうきゅうしんこう[*])은 1609년(쇼네이왕 21년, 명나라의 만력 37년, 일본의 게이초 14년)에 일본의 사쓰마번이 류큐국에 침략하여 발생한 전쟁이다. 전쟁 이후 항복한 류큐국은 사쓰마 번의 영향 하에 놓이게 되었고, 오키나와 지역은 일본과 명 두 나라 모두의 영향력 아래에 놓이게 되었다.

## 용어
류큐 국의 정사인 《중산세감》에서는 기유의 난(己酉ノ乱) 또는 기유왜란(己酉倭亂)이라고 했고, 에도 시대의 일본에서는 류큐 정벌(琉球征伐) 또는 류큐입성(琉球入り)이라고 불렸다. 그 후부터 제2차 세계 대전 이전의 사료에서는 세이나와 역(征縄役)이라는 용어로 불렸다.

## 배경
1602년, 센다이번 영내에 류큐 선박이 좌초했지만, 도쿠가와 이에야스의 명령에 따라 1603년에 류큐에 송환되었다. 이후 이에야스는 사쓰마를 통해 사은사 파견을 반복해서 요구했지만, 류큐는 끝까지 이에 응하지 않았다.
1608년 9월 도쿠가와 이에야스와 도쿠가와 히데타다가 수군을 일으키려 하고 있다고 들은 시마즈 다다쓰네가 다시 대자사(大慈寺)의 승려 용운 등을 보내어 쇼네이 왕과 삼사관에게 반드시 조정의 초빙에 응하도록 설득했지만 테이 도는 따르지 않았고, 오히려 모욕을 하며 사자로 온 승려를 욕보였다. 그 결과 결국 류큐를 정벌하라는 어지가 사쓰마에 내려오게 되었다.
한편, 16세기 후반 센코쿠 다이묘로 영지 지배 강화를 목표로 하고 있던 시마즈씨는 류큐에 시마즈 가문의 ‘운항허가서’(渡航朱印状)를 가지고 있지 않는 선박의 단속을 요구했고, 류큐 측이 이를 거부하자 기존의 선린 우호 관계가 무너지고 적대 관계로 기울어 졌다. 그 양자의 긴장 관계도 류큐 정벌에 이르는 과정에 영향을 주었다고 추정된다.

## 침공
사쓰마 군은 대장군에 가바야마 히사타카(樺山久高)를, 부장군에는 히라타 마쓰무네(平田増宗)를 임명하고, 총 3000명, 선박 80여 척을 동원했다. 1609년 2월 26일에 야마카와 항에 집결하여 다다쓰네의 사열을 받은 후 순풍을 기다려 3월 4일 인시(새벽 4시)에 출항했다. 같은 날, 21시에 구치노에라부섬에 도착한다. 3월 6일 8시에 출항하여, 7일 신시(16시)에 아마미오섬에 도착했다. 오시마에서는 전투는 전혀 없었고, 오시마 현지 수뇌부는 류큐를 버리고, 전면적으로 사쓰마에 협력했다.

## 같이 보기
- 사쓰마번
- 류큐 처분/일본의 류큐 합병(영어판)